# Maude Abbott

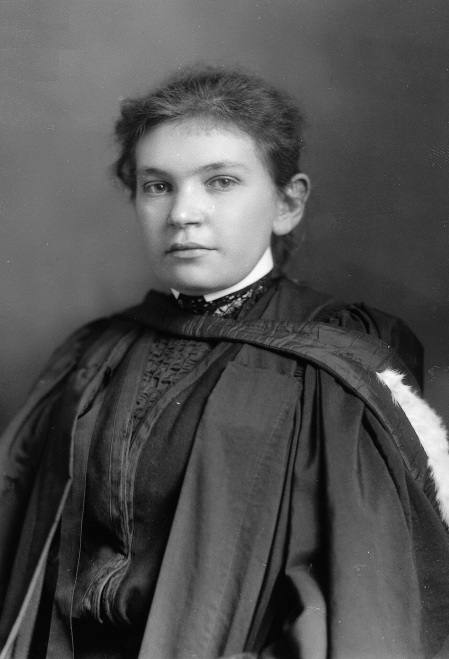
Maude Abbott

Maude Elizabeth Seymour Abbott (* 18. März 1869 in Saint-André-Est, Quebec; † 2. September 1940 in Montreal) war eine kanadische Ärztin. Sie gehörte  zu den ersten Frauen, denen in Kanada der Abschluss eines Medizinstudiums gelang, und erlangte internationale Anerkennung als Expertin für angeborene Herzfehler.
Am 7. Januar 1994 ehrte die kanadische Regierung, vertreten durch das Historic Sites and Monuments Board of Canada, Maude Abbott und erklärte sie wegen ihres „herausragenden und dauerhaften Beitrages zur kanadischen Geschichte“ zu einer „Person von nationaler historischer Bedeutung“.

## Leben
Maude Abbott, deren Taufname Maude Elizabeth Seymour Babin lautete, verlor bereits als kleines Mädchen ihre Mutter. Zusätzlich von ihrem Vater verlassen, kam sie mit ihrer älteren Schwester Alice in die Obhut ihrer Großmutter mütterlicherseits und wurde von dieser adoptiert sowie auf deren Nachnamen Abbott umgetauft. Sie war eine Großcousine des kanadischen Premierministers John Abbott. 1885 beendete sie den Besuch einer privaten höheren Schule für Mädchen in Montreal, studierte anschließend in derselben Stadt an der McGill University und erhielt 1890 den Titel eines Bachelor of Arts. Nachdem die McGill University ihr aufgrund ihres Geschlechts die Erlaubnis für ein Medizinstudium verweigert hatte, erhielt sie eine solche an der in Lennoxville befindlichen Bishop’s University. Sie war die einzige Frau ihres Jahrgangs, sah sich aber mit Sabotageakten konfrontiert, etwa als Studenten zwecks Behinderung ihres Fortkommens ihre Kasuistiken stahlen. Dennoch erlangte sie 1894 die Doktorwürde.
Nach dreijährigem Studienaufenthalt in Schottland, der Schweiz  und in Österreich eröffnete Maude Abbott ihre eigene Praxis in Montreal und behandelte vor allem Frauen und Kinder. Sie interessierte sich zunächst für pathologische Anatomie und arbeitete auch im Royal Victoria Hospital. 1898 wurde sie Assistent Curator sowie 1901 Curator des Pathologischen Museums der McGill University und ordnete die Exemplare von dessen Sammlung. Ihre Arbeit fand große Anerkennung, und in der Folge war sie eine Mitbegründerin der International Association of Medical Museums und  gab von 1907 bis 1938 deren Bulletins heraus.
Anfang der 1900er Jahre traf Maude Abbott in Baltimore den bekannten kanadischen Mediziner William Osler, der sie protegierte und zu Forschungsarbeiten zu angeborenen Herzkrankheiten anregte; auf diesem Gebiet wurde sie später eine anerkannte Autorität. Ihren diesbezüglichen Ruf konnte sie 1908 durch die Aufnahme ihres Beitrags Congenital Cardiac Disease in Oslers Systems of Modern Medicine festigen. 1910 verlieh ihr die McGill University den Ehrendoktortitel der Medizin. 1923–1925 wirkte sie als Gastprofessorin der Pathologie und  Bakteriologie am Women’s Medical College of Pennsylvania. Mit fünf weiteren Ärztinnen gründete sie 1924 den Verein der  Medical Women of Canada zur Förderung der Karrierechancen von Frauen auf dem Gebiet der Medizin. Heute trägt diese Organisation den Namen Federation of Medical Women of Canada. Nach ihrer Gastprofessur kehrte Abbott an die McGill-Universität zurück und hatte dort von 1925 bis 1936 die Position eines Assistent Professor für Pathologie inne.
Maude Abbott wollte auch Museen und historische Sammlungen für die medizinische Ausbildung einsetzen. Bei der Gelegenheit des Treffens zum 100. Geburtstag der British Medical Association 1932 präsentierte sie an der McGill University eine Aufmerksamkeit erregende Exposition über angeborene Herzkrankheiten. Insgesamt verfasste sie über 140 wissenschaftliche Artikel und Bücher. Dabei trat sie auch als Autorin medizingeschichtlicher Werke hervor.
Nach Maude Abbotts Pensionierung 1936 verlieh ihr die  McGill University einen zweiten Ehrendoktortitel. Die Carnegie Foundation gewährte ihr 2500 Dollar für die Fertigstellung eines Werkes über Herzkrankheiten, das allerdings nicht mehr zum Abschluss kam. Sie starb am 2. September 1940 im Alter von 71 Jahren in Montreal an einer Gehirnblutung.
Ein 1943 vom bekannten mexikanischen Maler Diego Rivera verfertigtes Wandgemälde der Kardiologischen Klinik in Mexiko-Stadt stellt Maude Abbott als einzige Frau unter 50 der bedeutendsten Herzspezialisten der Weltgeschichte dar. 1994 wurde sie posthum in die Canadian Medical Hall of Fame aufgenommen. Zudem wurde Abbott Island in der Antarktis nach ihr benannt.

## Werke (Auswahl)
- An Historical Sketch of the Medical Faculty of McGill University, in: Montreal Medical Journal, 1902
- Congenital Cardiac Disease, in: William Osler, Systems of Modern Medicine, Bd. 4, Philadelphia/New York 1908
- Florence Nightingale as seen in her Pictures, with a Sketch of her Life, in: Canadian Association Medicine Journal, 1916
- Lectures on the History of Nursing with Descriptive List of Lantern Slides, 1924
- History of medicine in the province of Quebec, Montreal 1931
- Atlas of congenital cardiac disease, New York 1936, Neuausgabe 1954
- Classified and annoted bibliography of Sir William Osler’s publications, 2. Ausgabe Montreal 1939
- Congenital cardiac abnormalities, in: Diagnosies and treatment of cardiovascular disease, 1940, S. 14–41